# Peñarroya de Tastavins
Peñarroya de Tastavins – gmina w Hiszpanii, w prowincji Teruel, w Aragonii, o powierzchni 83,28 km². W 2011 roku gmina liczyła 497 mieszkańców.